# 조르조 페리니
조르조 페리니(이탈리아어: Giorgio Ferrini ˈdʒordʒo ferˈriːni[*]; 1939년 8월 18일, 프리울리-베네치아 줄리아 주 트리에스테 ~ 1976년 11월 8일, 피에몬테 주 토리노)는 이탈리아의 전 축구 축구 감독이자 선수로, 현역 시절 미드필더로 활약했다.
수비형 미드필더의 진가를 보여 댐(La Diga)이라는 별칭으로 수식된 페리니는 1959년부터 1975년까지 토리노에서 활약했고, 갈색 군단(Granata) 소속으로 566번의 경기에 출전한 구단의 역대 최다 출전 선수이며, 최다 출전 2위인 파올로 풀리치의 출장 기록(437경기)과는 30경기 가량 차이가 난다. 그는 현역 시절에 1967-68 시즌과 1970-71 시즌에 2번의 코파 이탈리아 정상에 올랐다. 그는 이탈리아 국가대표팀 일원으로 유로 1968을 우승했다.

## 클럽 경력
페리니는 1955년에 폰차나의 유소년부에서 축구를 시작했고, 1955년에 토리노로 둥지를 옮겨 유소년부 말년의 3년을 피에몬테에서 보냈다. 1957년, 그는 주세페 갈루치 국가대표팀 감독의 눈에 띄어 국제 청소년 대회에 차출되었다.
1958년 8월 11일, 페리니는 세리에 C의 바레세로 임대되었다. 그는 처음이자 마지막으로 백적 군단(biancorossi) 일원으로서, 10번의 중요한 득점에 관여했고, 대부분 경기에 주전으로 나섰다.

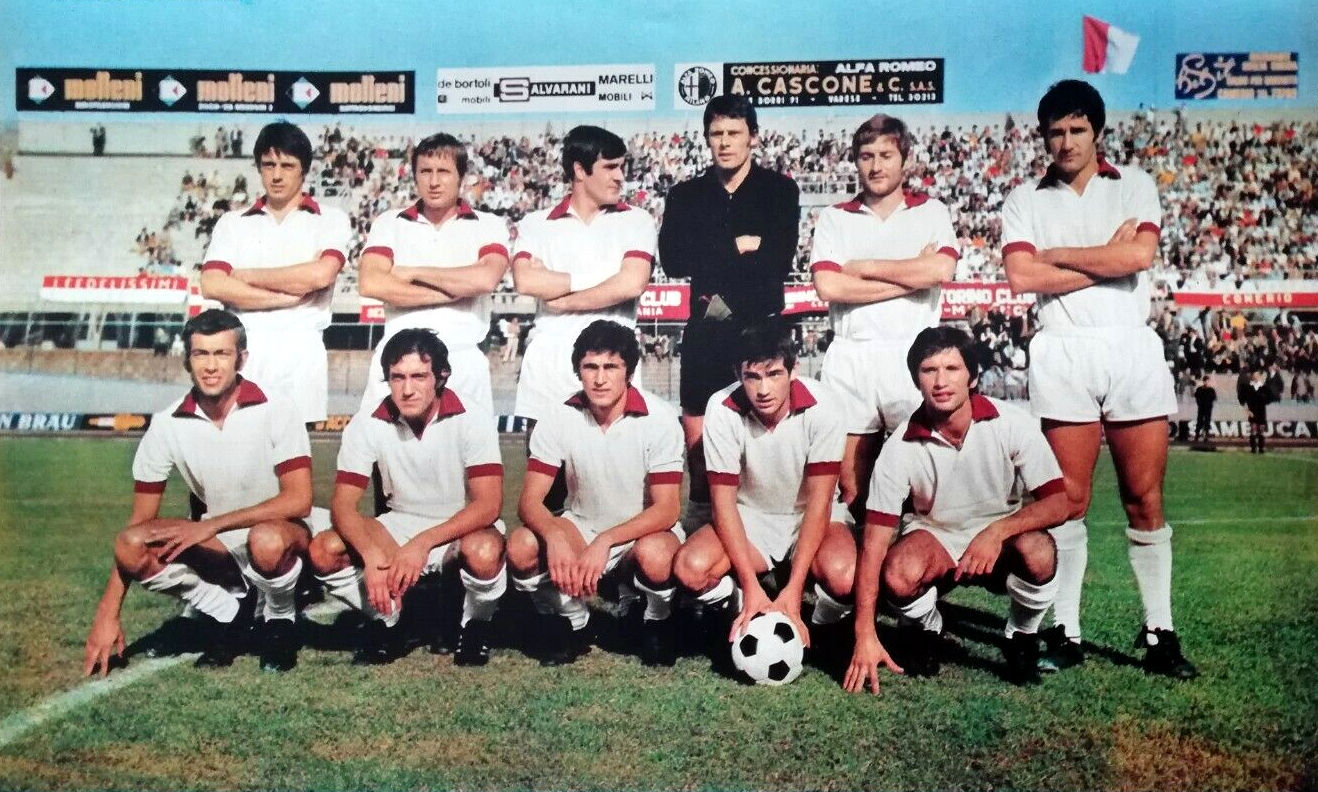
1970년, 토리노의 주장을 맡은 페리니 (뒤줄 왼쪽에서 2번째)

임대 복귀 후, 그는 이탈로 마체로가 중원을 지키는 선수단에서 주전 지위를 경쟁했고, 당시 토리노는 세리에 B에 소속되어 있었다. 1959년 9월 20일, 그는 0-0으로 비긴 삼베네데테세와의 원정 경기에서 신고식을 치렀고, 그 다음주 칼리아리와의 안방 경기에서는 자신의 1호골을 득점에 5-0 승리에 일조했다. 그는 첫 시즌을 38경기 출전 3골로 마무리했고, 소속 구단은 세리에 A로 승격하였고, 그는 주력과 결단력으로 토리노의 주축 선수가 되었다.
이듬해, 그는 베니아미노 산토스 감독 체제에서 주축 선수로 거듭났고, 1960년 9월 25일에 0-1로 패한 삼프도리아와의 경기에서 첫 1부 리그 경기를 치렀다. 그는 레모 란치오니와 함께 그 시즌 최다 출전 공동 1위를 기록했고, 소속 구단은 리그를 12위로 마무리했다.
페리니는 16 시즌동안 토리노에서 활약했으며, 구단의 1부 리그 역대 최다 선수로 이름을 남겼는데, 405번의 경기에 출전해 39골을 기록했다. 그는 리그, 코파 이탈리아, 유럽대항전 모든 대회를 통틀어 566번의 경기에 출전해 56골을 넣었다. 그는 코파 이탈리아도 2번 들어올렸는데, 1967-68 시즌과 1970-71 시즌에 우승했다.
그의 마지막 경기는 1975년 6월 22일에 열린 나폴리와의 1974-75 시즌 코파 이탈리아 조별 리그 최종전 원정 경기로, 이 경기는 1-0으로 이겼다.

## 국가대표팀 경력

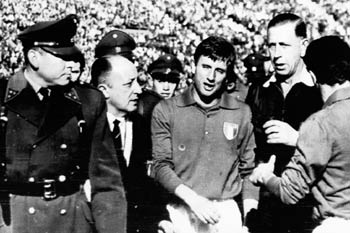
이탈리아-칠레간 1962년 월드컵 경기에서 칠레 무장 경찰에 연행되어 퇴장하는 페리니

그는 주세페 비아니 감독의 부름을 받아 로마에서 열린 1960년 하계 올림픽에서 푸른 군단(Azzurri)를 대표로 출전해 4위의 성적을 거두었는데, 그는 이 대회에서 3경기 출전했다.
1960년 같은 해에, 그는 23세 이해 세리에 A 리그 국가대표 선수단(Nazionale di Lega della Serie A)에 차출되어 동나이대 잉글랜드 선수들을 상대했는데, 그는 자코모 불가렐리와 30분에 교체되어 들어갔다.
그는 이후 1962년 5월 13일에 1962년 칠레 월드컵을 앞두고 열린 벨기에전을 치르기 위해 이탈리아 국가대표팀에 차출되었다. 그는 대회 본선에서 이탈리아 선수단의 주역으로 활동했지만, 산티아고의 난투극으로 회자되는 칠레와의 경기에서 마리오 다비드와 본치 않게 논란의 대상이 되었다. 잉글랜드인 켄 애스턴 주심은 칠레의 오노리노 란다에게 페리니가 범한 비신사적인 반칙으로 경기 시작 7분 만에 퇴장 명령을 내렸다. 페리니는 경기장을 떠나기를 거부했고, 결국 경찰에게 연행되어서 경기장을 빠져나오게 되었다. 이 경기를 0-2로 패한 이탈리아는 조별 리그를 통과하지 못하고 조기에 탈락했다.
그 월드컵에 참가한 다수의 이탈리아 선수들과 대조되게, 그는 국가대표팀에 복귀했고, 페리니의 마지막 국가대표팀 경기는 1968년 6월 8일에 열린 유고슬라비아와의 유로 1968 결승 본경기였다.
그는 푸른 군단 소속으로 7경기를 출전했다.

## 경기 방식
근면하고, 포악하며, 활력이 넘치는 양적인 측면 미드필더로, 페리니는 체력과 거친 견제로 회자되며, 헌신력, 꾸준함, 지도자적 역량으로 부족한 기술적 역량을 보충한 것으로도 알려져 있다. 끈질기고, 영향력이 있으며, 다재다능한 이타적인 선수로, 그는 여러 중원의 보직을 맡을 수 있었는데, 수비형 미드필더나 공격형 미드필더, 혹은 중앙 미드필더로도 활약할 수 있었다. 강하고, 전투적이며, 때로 도를 넘는 행동을 하기도 하나, 페리니는 대체로 공정하고 올곧은 선수로도 알려져 있다.

## 최후
은퇴 몇 달 후, 페리니는 루이지 라디체의 토리노 수석 코치로 보좌하면서 세리에 A 정상에 오르면서도, 두 차례 동맥류로 투병했다.(8월 25일 1차 회복 후, 1976년 10월 18일에 지병이 재발했다) 두 차례의 수술에도 불구하고, 그는 1976년 11월 8일, 향년 37세로 영면에 들었다.
그는 위대한 토리노 선수단이 수페르가의 비극으로 목숨을 잃었던 수페르가 근처 피노 토리네세의 소규모 공동묘지에 묻혔다.

## 수상

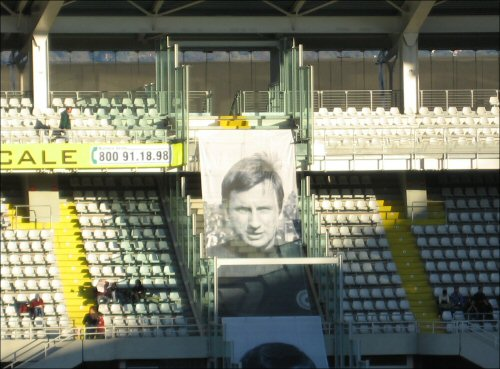
토리노 올림픽 경기장의 페리니 초상화, 페리니는 100년이 넘는 토리노 역사의 한면을 장식한 대들보이다

### 클럽
토리노
- 코파 이탈리아: 1967–68, 1970–71

### 국가대표팀
이탈리아
- 유럽 선수권 대회: 1968

### 개인
- 토리노 명예의 전당: 2014[10]